# Граймс, Люк
Люк Граймс (англ. Luke Grimes; род. 21 января 1984, Дейтон, Огайо) — американский актёр кино и телевидения. Наиболее известен зрителю исполнением ролей в фильмах «Снайпер», серии «Пятьдесят оттенков серого», а также роли Кейси Даттона в сериале «Йеллоустон».

## Биография
Люк Тимоти Граймс родился 21 января 1984 года в городе Дейтон (штат Огайо). Мать — Энджи Граймс (до замужества — Баркер), отец — преподобный Рэнди Граймс. У Люка трое старших братьев и сестёр.

В 2002 году Люк окончил Христианскую старшую школу Дейтона, после чего уехал в Нью-Йорк, где окончил Американскую академию драматического искусства.

Дебют актёра на широком экране состоялся в 2006 году, в картине «Все парни любят Мэнди Лэйн», с 2009 года Граймс снимается в телесериалах.

## Награды и номинации
- 2008 — премия «Лучший на фестивале» в категории «Лучший актёр второго плана» на Кинофестивале в Брекенридже за роль в фильме «Война орлов» — победа.

## Избранная фильмография

### Широкий экран
- 2006 — Все парни любят Мэнди Лэйн / All the Boys Love Mandy Lane — Джейк
- 2008 — Убийство школьного президента / Assassination of a High School President — Марлон Пьяцца
- 2012 — Заложница 2 / Taken 2 — Джейми
- 2013 — Ожидание[англ.] / The Wait — Бен
- 2014 — Снайпер / American Sniper — Марк Ли
- 2015 — Пятьдесят оттенков серого / Fifty Shades of Grey — Эллиот Грей
- 2015 — Всё, что у меня есть / Freeheld — Тодд Белкин
- 2015 — Навсегда[англ.] / Forever — Чарли
- 2016 — Великолепная семёрка / The Magnificent Seven — Тедди Кью
- 2017 — На пятьдесят оттенков темнее / Fifty Shades Darker — Эллиот Грей
- 2018 — Пятьдесят оттенков свободы / Fifty Shades Freed — Эллиот Грей
- 2023 — Счастье для начинающих[англ.] / Happiness for Beginners — Джейк

### Телевидение
- 2009—2010 — Братья и сёстры /  Brothers & Sisters — Райан Лафферти (в 35 эпизодах)
- 2013 — Настоящая кровь / True Blood — Джеймс (в 6 эпизодах)[2]
- 2018—2022 — Йеллоустон / Yellowstone — Кейси Даттон (в 47 эпизодах)